# 진정신원증법
진정신원증법(영어: REAL ID Act)은 미국에서 2001년의 9·11 테러 이후에 상업용 비행기에 탑승하거나 연방정부 건물 또는 핵발전소 시설을 출입하는 사람의 신원을 확인하는 절차를 강화하기 위해 2005년 제정된 법이다. 이 법은 안보(security)나 인증(authentification)과 관련된 미국 연방법을, 그리고 미국의 주 정부가 운전면허증이나 신원증을 발급하는 절차의 표준과 관련된 미국 연방법을 수정한다.

## 연혁
2001년 미국에서 9·11 테러가 발생한 후, 9/11 위원회는 연방정부에 "운전면허증 등 신원증 발급의 표준을 정립하라"(set standards for the issuance of sources of identification, such as driver's licenses)고 권고했다.
2005년 1월 26일 미국 하원에서 법안이 발의되었다. 이 법안은 2월 10일 하원에서 261표 대 161표로 통과했고, 4월 21일 미국 상원에서 99표 대 0표로 통과했다. 5월 11일 조지 W. 부시 대통령이 서명함으로써 "진정신원증법"(Real ID Act)이 제정되었다. (Pub.L. 109–13, 119 Stat. 302)
2007년 1월 25일 메인주 의회에서 이 법안을 거부하는 결의가 압도적으로 비율로 통과했다. 주 의원들은 이 법안은 득보다 해가 많다고 믿었고, 괸료제의 악몽이 될 것이고, 개인의 프라이버시를 위협할 것이고, 시민들의 신원이 도용될 우려가 커진다고 믿었다.
2007년 2월 16일에는 유타주 의회에서 만장일치로 반대 결의가 통과했다. 그 결의에서는 이 법안이 개인의 자유와 자유시장, 제한된 정부라는 제퍼슨의 원칙에 반한다고 했다. 더 나아가 만약 ID가 제공하는 보안에 비해 ID를 도입하는 것에 따른 금전적 비용이나 프라이버시의 손실이나 자유의 손실과 같은 대가가 더 크다면, 그런 도입이 정당화될 수 없다고 했는데, 다음은 그 결의에 있는 내용이다.
- 이 법안은 기계가 읽을 수 있는 공통 기술을 요구하는데, 이렇게 되면 주 정부가 발행한 운전면허증이나 ID 카드로 추적할 수 있어서, 사람들의 소재를 컴퓨터가 파악하고 기록하는 것이 가능해짐.
- 각 주가 시민과 거주자에 대한 정보를 담은 데이터베이스를 유지하고 이런 개인 정보를 다른 모든 주와 공유하게 되면, 모든 주가 다른 모든 주에 정보 보안상 취약해지고, 모든 미국인의 프라이버시를 위협할 것임.
- 이 법안은 이것을 따르는 주의 시민들에 비하여 따르지 않는 주의 시민들의 특권과 면책권을 위협함으로써, 각 주에 대해 부당하게 연방 정부의 명령을 강요하는 것임.

2013년 12월 20일 미국 국토안보부(Department of Homeland Security, DHS)는 1단계 시행을 2014년 1월 20일에 시작한다고 발표했다. 1단계에서 3단계까지는 국토안보부 본부 건물, 핵발전소 등과 같이 매우 제한적으로만 적용하는 계획이었다.
2016년 1월 8일 국토안보부는 4단계 시행을 2018년 1월 22일에 시작한다고 발표했다. 그에 따르면 국내선 비행기에 탑승하면서 진정신원증에 부합하는(Real ID Compliant) 운전면허증을 가지고 있지 않은 사람은 다른 신원확인 수단을 더 보여줘야 한다는 내용이었다.
2018년 2월 기준으로 미국 영토를 50개 주와 워싱턴 D.C, 그리고 5개 해외영토까지 56개 지역으로 구분할 때, 상황은 다음과 같다.
- 인디애나주, 메릴랜드주, 플로리다주, 조지아주, 애리조나주 등 31곳은 국토안보부의 기준을 따르고(compliant) 있다.
- 캘리포니아주, 미주리주, 버지니아주 등 24곳은 시행 유예를 승인받은(granted extension) 상태이다. 예를 들어 캘리포니아주는 2018년 10월 10일까지 유예한 상태이고, 2018년 1월 22일부터 이 기준에 부합하는 새로운 운전면허증을 발급하기 시작했다.
- 아메리칸사모아 1곳은 따르지 않고(not compliant) 있다.

2020년 10월 1일부터는 국내선 비행기에 탑승하려면 이 기준에 부합하는 운전면허증 또는 신원증을 소지해야 한다.

## 진정신원증이 갖추어야 할 요건
미국 국토안보부 장관이 정하는 목적, 구체적으로는 상업용 항공기에 탑승하거나 연방정부 건물 또는 핵발전소 시설에 들어가는 목적을 위해 사용할 운전면허증이나 신원증은 다음의 요건을 갖추어야 한다.
- 그 사람의 전체 이름, 생일, 성별 (The person's full legal name, date of birth, and gender)
- 그 사람의 운전면허번호 또는 ID 카드번호 (The person's driver's license or identification card number)
- 그 사람의 디지털 사진 (A digital photograph of the person)
- 그 사람의 주 거주지 주소 (The person's address of principal residence)
- 그 사람의 서명 (The person's signature)
- 위변조나 복제 방지를 위해 그 사람의 신체적 특징 (Physical security features designed to prevent tampering, counterfeiting, or duplication of the driver's licenses and identification cards for fraudulent purposes) - 예를 들어 키, 눈 색깔
- 기계가 읽을 수 있는 공통 기술 (A common machine-readable technology, with defined minimum elements)

## 진정신원증법의 시행단계
이 법의 시행은 총 4단계로 진행된다.
- 1단계: 국토안보부 본청 건물의 제한구역(restricted areas)에 대한 접근자에 적용. 2014년 1월 20일 공고, 2014년 4월 21일 전면 시행.
- 2단계: 모든 연방정부 시설과 핵발전소의 제한구역에 대한 접근자에 적용. 2014년 4월 21일 공고, 2014년 7월 21일 전면 시행.
- 3단계: 대부분의 연방정부 시설의 준제한구역(semi-restricted areas)에 대한 접근자에 적용. 다만 연방정부가 제공하는 혜택을 신청하거나 수령하기 위한 접근은 허용. 2014년 10월 20일 공고, 2015년 1월 19일 전면 시행.
- 3a단계: 보안수준 1, 2 수준에 적용. 2014년 10월 20일 공고, 2015년 1월 19일 전면 시행.
- 3a단계: 보안수준 3, 4, 5 수준에 적용. 2015년 7월 13일 공고, 2015년 10월 10일 전면 시행.
- 4단계: 연방정부가 규제하는 상업용 항공기를 탑승자에 적용. 2016년 1월 8일 공고, 2018년 1월 22일 이 법을 따른 주가 발급한 운전면허증만 항공기 탑승에 사용 가능, 20220년 10월 1일 전면 시행.

어떤 연방정부 시설이 지금은 방문자에게 신원증 제시를 요구하지 않고 있다면, 이 법의 시행으로 인해 새롭게 요구하지는 않는다. 그리고 이 법에 부합하지 않는 운전면허증이나 신원증으로 지금까지 선거권자 등록이나 투표에 사용하거나 연방정부의 혜택을 신청하거나 수령할 때 사용해 왔다면, 앞으로도 계속 그렇게 사용할 수 있다.

## 진정신원증 신청방법 예시
캘리포니아주의 차량국(DMV)에 따르면, 진정신원증을 신청하려는 사람은 다음의 자료를 준비해야 한다.
- 신원 확인을 위해 다음 다섯 가지 중 하나가 필요함: (1) 미국 출생증명서(U.S. birth certificate) 원본 또는 원본대조필 사본, (2) 미국 여권(U.S. passport), (3) 고용증명서(employment authorization), (4) 영주권 카드(permanent resident card), (5) 외국 여권과 I-94 서식(foreign passport with an approved form I-94)
- 사회보장번호 확인을 위해 다음 중 하나가 필요함: (1) 사회보장번호 카드(SSN card), (2) 급여 및 세금 신고서(W-2 서식), (3) 사회보장번호 전체가 기재된 월급명세서(paystub with full SSN)
- 거주 확인을 위해 다음 네 가지 중 하나가 필요함: (1) 가스·전기료 청구서(utility bill), (2) 임대계약서(rental agreement), (3) 모기지 청구서(mortgage bill), (4) 의료 서류(medical document)
- 만약 이름이 바뀌었다면, 그것을 확인하기 위한 서류가 추가로 필요함. 예를 들면 혼인관계증명서나 법원의 판결문(marriage license, divorce decree or court document) 등임.

## 같이 보기
- 신분증
- 미국 여권